# New Carlisle (Indiana)
New Carlisle é uma cidade  localizada no estado americano de Indiana, no Condado de St. Joseph.

## Demografia
Segundo o censo americano de 2000, a sua população era de 1505 habitantes.
Em 2006, foi estimada uma população de 1653, um aumento de 148 (9.8%).

## Geografia
De acordo com o United States Census Bureau tem uma área de
4,8 km², dos quais 4,8 km² cobertos por terra e 0,0 km² cobertos por água. New Carlisle localiza-se a aproximadamente 247 m acima do nível do mar.

## Localidades na vizinhança
O diagrama seguinte representa as localidades num raio de 24 km ao redor de New Carlisle.